# Тевтонци
Овај чланак је о народу, за чланак о витешком реду погледајте Тевтонски ред.
Тевтонци (прагермански: Þeudanōs) су помињани као германско племе у ранијим историјским списима грчких и римских аутора као што су Страбо и Велетије. Према Птолемејевој мапи, живели су на Јиланду, док их други извори (нпр. Помпоније Мела) смештају у Скандинавију. Немачки историчари повезују име Тевтонци са својим прагерманским прецима тек у 13. веку.